# Tlell
Tlell est un village situé dans la province de la Colombie-Britannique, dans l'Île Graham.